# FCKGW
FCKGW是Windows XP作業系統於2001年甫上市時，市面上可以買得到或下載到的盜版安裝金鑰頭五個字母。這組安裝碼最初由駭客組織“devils0wn”產生。

## 概要
Windows XP於2001年10月25日正式發售之前的35日（即9月20日）放出來。據聞這組碼其實並不是被破解出來，而是有人從微軟發給戴爾公司（Dell）的大量授權金鑰（VLK, volume license key）盜取回來。由於這個開頭的安裝碼都是給預先安裝好Windows XP的電腦使用，使用這組字母開頭的安裝碼，就不需要再經過微軟的產品啟動就可以使用，這使得這組碼很受盜版用戶的歡迎。
為防止非法用戶繼續使用這一組安裝碼，微軟在Service Pack 1開始，將FCKGW這組金鑰列為黑名單。並從Service Pack 2開始在Windows Update中加入檢查機制以檢查用戶是否使用非法的安裝碼。當中凡是使用這一組字母開首的安裝碼，都不能再享受到微軟的免費產品更新服務。。
除了FCKGW以外，其他被外流的大量授權金鑰也會遭微軟公司列入黑名單。有鑑於Windows XP VLK被用作規避產品啟動的漏洞，從Windows Vista，大量授權版改為KMS認證、OEM版會檢查BIOS。

## 趣聞
網上所流傳的FCKGW字頭的安裝金鑰中，有一個最為廣泛使用(FCKGW-RHQQ2-YXRKT-8TG6W-2B7Q8)。直到現在，還有一些人以能夠背誦整個25字母的安裝金鑰為榮。

## 參看
- 盜版

## 外部連結
- Windows XP SP1 Product Activation Details
- Microsoft Knowledge Base: How to change the product key at the time of activation（页面存档备份，存于）